# Griskär

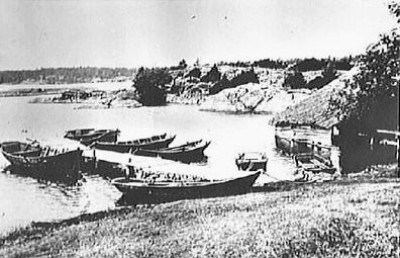
Fiskebåtar och sjöbodar med båthus vid Griskär 1909.

Griskär (äldre stavning Grisskär) är en by och en ö belägen inom Stendörrens naturreservat i Nyköpings kommun, själva bebyggelsen ingår dock inte i reservatet. Öster om Griskär ligger Ringsö, nordväst ligger Krampö och bortom den fastlandet.

## Historia
Ön benämns som Grischier på en karta från 1678 och var då obebyggd. Strax norr om ön passerade farleden genom Steendörren (se Stendörrens naturreservat). Dagens by Griskär är ett före detta fiskarhemmandet i Bälinge socken beläget på öns norra del. Norr och söder om byn ligger två fyrar: Griskär övre respektive Griskär nedre.